# Take Me Home Tour (gira de One Direction)
Take Me Home Tour fue la segunda gira musical de la boy band británica-irlandesa One Direction, que inició el 23 de febrero de 2013 en Londres, Reino Unido, y terminó el 3 de noviembre del mismo año en Tokio, Japón. Además, también visitó otros países como Alemania, Australia, Bélgica, Canadá, España, los Estados Unidos, Francia, México y Nueva Zelanda. En sumatoria, tuvo un total de 122 conciertos realizados en cuatro continentes.
La gira fue anunciada por Liam Payne en los premios Brit de 2012 luego de que One Direction ganase el premio al mejor sencillo británico por «What Makes You Beautiful». Parte de ella fue grabada para formar parte de la primera película del quinteto, la cual cuenta con Morgan Spurlock como director y estrenó el 30 de agosto de 2013.
Mundialmente, contó con una gran demanda de boletos. En el Reino Unido e Irlanda, los conciertos para Londres y Dublín se agotaron rápidamente. Lo mismo sucedió en Australia, donde en un solo día hubo una oleada donde fueron vendidos 190 mil boletos, lo que provocó ingresos superiores a $15 millones y además hizo se agregaran más fechas. En México, por su parte, un segundo espectáculo se agregó ya que el primero recibió una gran demanda. En los Teen Choice Awards de 2013 ganó el premio a la mejor gira del verano.

## Desarrollo

### Antecedentes
El 21 de febrero de 2012, One Direction ganó el premio al mejor sencillo británico por «What Makes You Beautiful» en los premios Brit. Durante el discurso de aceptación, Liam Payne dijo que próximamente el quinteto se embarcaría en una nueva gira mundial. Al día siguiente, varias fechas fueron reveladas para el Reino Unido e Irlanda. El mismo día, publicaron una nota en su página oficial afirmando que los boletos estarían a la venta a partir del 25 de ese mes. No fue hasta el 12 de abril que la revista Billboard reveló que la gira se extendería por Norteamérica y pasaría por ciudades como Nueva York, Chicago, Denver, Montreal y Las Vegas entre junio y agosto del 2013. También informó que los boletos estarían disponibles a partir del 21 de ese mes a través de los sitios de Ticketmaster y Live Nation. Al respecto, Niall Horan comentó que:

«Nuestros seguidores son simplemente los mejores del mundo [...] El apoyo que nos han mostrado ha sido increíble y estamos muy agradecidos con todos y cada uno de ellos. No podemos esperar para verlos a todos este verano en el Madison Square Garden y por supuesto, cuando volvamos con nuestra gira mundial en 2013».

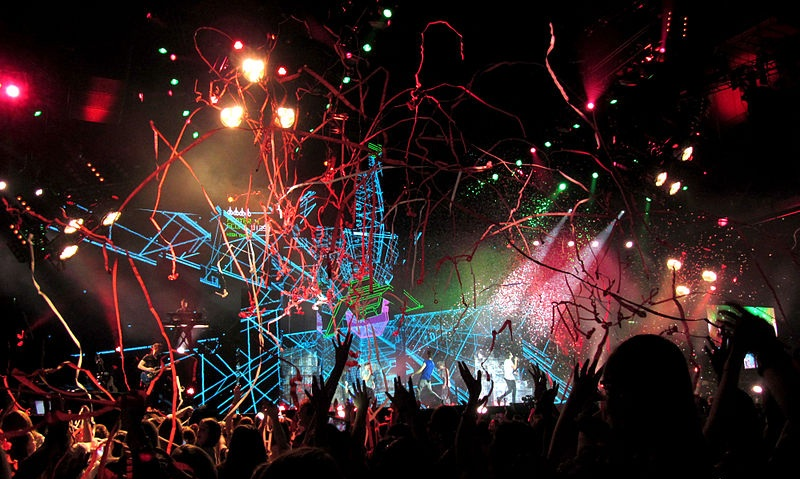
El escenario de la gira lleno de serpentinas rojas luego de la interpretación de «Kiss You».

Tras una semana de que se confirmara la gira para Norteamérica, el periódico The Telegraph informó que el quinteto también pasaría por Australia. Dos días más tarde, se confirmaron tres espectáculos para Nueva Zelanda. Yahoo! publicó que las entradas para los conciertos de Australia estarían disponibles a partir del 28 de abril y junio. Meses después, One Direction publicó que pasarían también por varios países europeos, entre estos, Alemania, Bélgica, Dinamarca, España, Francia, Italia, Noruega, Portugal, Suecia y Suiza. Los boletos estarían disponibles a partir del 2 y 5 de noviembre, dependiendo del lugar. Asimismo, se confirmó una primera fecha para México el 9 de junio de 2013, y posteriormente, debido a la gran demanda, una segunda el 8 del mismo mes.
Se tenía previsto que la gira finalizara con los últimos espectáculos de Nueva Zelanda en octubre, pero el 18 de enero de 2013, en una visita a Japón por parte del grupo, Niall Horan reveló a los medios que volverían el 2 y 3 de noviembre de ese año para dar dos conciertos en la Makuhari Messe de Tokio.

### Preparativos
Los preparativos y ensayos para la gira comenzaron a finales de agosto de 2012, luego de la gran respuesta comercial que hubo en Norteamérica. Gordon Smarth del diario The Sun reveló el 15 de febrero de 2013 que el quinteto había estado tomando clases de zumba con el cantante y compositor puertorriqueño Ricky Martin en las semanas previas. Esto con el fin de ponerse en forma para poder soportar el esfuerzo físico y mental que darían durante la serie de conciertos. A pesar de que tendrían que practicar el baile diariamente para no sufrir agotamiento para las más de 100 fechas, su coreógrafo Paul Roberts aclaró que no tendrían ningún tipo de rutina, salvo por su salto estándar que practican en todas sus presentaciones. Igualmente, los jefes del quinteto les prohibieron consumir alcohol, fumar cigarrillos e irse de fiestas por las noches para que mantuviesen su estado físico, ya que los miembros Zayn Malik y Niall Horan habían estado en muletas recientemente. También se agregó práctica de spinning para su rutina diaria cada mañana. El 17 de febrero, Niall Horan confirmó en su cuenta de Twitter que ya habían acabado los ensayos para la gira y que estaban listos para iniciarla.

## Recepción

### Comentarios de la crítica
La gira contó en general con comentarios favorables por partes de los críticos especialistas. Respecto al concierto en The O2 Arena de Londres, Gordon Smart del diario The Sun expresó que en general fue bueno y también felicitó la interacción con las directioners, aunque a veces esto se hace algo molesto. Además, afirmó que vocalmente, Liam Payne destaca entre los demás en ciertas partes. Lewis Corner de Digital Spy le otorgó una calificación de cuatro estrellas sobre cinco y dijo que las interpretaciones de «Little Things», «Over Again» y «Summer Love» revelan que el grupo no es malo en vivo. Corner también recalcó que si bien no siguen ningún tipo de coreografía, su «química» y carisma en el escenario es una ventaja y terminó su reseña diciendo que: «Jake Bugg puede tener el apoyo de NME y Mumford & Sons pueden tener sus Grammys, pero One Direction y sus seguidores tienen diversión». El bloggero Perez Hilton describió las voces y los movimientos del grupo como «fabulosos». Igualmente, la escritora Bernadette McNulty del periódico The Telegraph le otorgó tres estrellas de cinco y sostuvo que: 

«One Direction puede enorgullecerse de que son la boy band que no hacen rutinas de baile cursi, pero a lo largo de dos horas, con voces nada excepcionales y una sesión pesada de baladas, los chicos se ven en la necesidad de dar algún tipo de espectáculo».

Chris de Yahoo! también alabó la constante interacción con los seguidores durante el concierto. También añadió que las interpretaciones de «Little Things» y «Summer Love» permiten a los integrantes demostrar su talento vocal. Sin embargo, expresó que las presentaciones de «Live While We're Young» y «Kiss You» se destacan más. Asimismo, criticó la actuación de «One Way or Another (Teenage Kicks)» y «Teenage Dirtbag» por ser «muy apresuradas y sin pulir». Anna Lewis de Heat World escribió que el grupo realmente sabe cómo montar un buen espectáculo. Por su parte, John Aizlewood de Evening Standard criticó gran parte del concierto y cerró diciendo que no es nada esencial. Así, le otorgó tres estrellas de cinco, mientras que los lectores del periódico le dieron cuatro de cinco. Lucy Mapstone de MSN expresó que no se sintió decepcionado por el concierto y habló positivamente del segmento de preguntas en Twitter. En general, lo describió como: «Cantando en vivo (y haciéndolo bien), con enérgicas actuaciones y el real envolvimiento con su público... Es esa la clave para ganar los corazones de millones de chicas adolescentes, y unos pocos mayores de edad».
Respecto al espectáculo de The O2 el 5 de marzo, el escritor Ed Power del periódico Irish Independent dijo que lo más destacable fueron los gritos. También declaró que One Direction ofreció una «clase magistral pop que es astuta, te hace sentir bien, y, sobre todo, es puntual», esto último fue una burla a Justin Bieber, quien recientemente había dado un concierto que demoró dos horas en iniciar. Asimismo, Ken Sweeney, también de Irish Independent, alabó la emoción presente durante todo el espectáculo, aunque añadió que los gritos eran insoportables. Simon Price de The Independent otorgó dos estrellas de cinco al concierto de la Capital FM Arena de Nottingham y criticó la forma de vestir, cantar y bailar del grupo. Asimismo, expresó su disgusto por el cambio de artista populares que ha venido sucediendo en la última década, así como la falta de atención a los «compositores talentosos» como los de McFly (quienes ayudaron a escribir «I Would», de Take Me Home). La escritora Rachel Mainwaring de Wales Online sostuvo acerca del concierto en Cardiff que: 

«Estos muchachos literalmente podrían estar parados en el escenario sonriendo y aun así las chicas gritarían. Y solo gritarían y gritarían [...] Ellos no tienen que hacer nada inteligente, la gente estaba feliz con el solo hecho de verlos actuar. No hubo rutinas de baile inteligentes o cambios de ropa sofisticados, pero cuando tienes nueve años y acabas de hacer contacto visual con uno de los de One Direction (mientas volaban por encima de la multitud para que todos tengan una buena vista de ellos) bien, eso es suficiente [...] En pocas palabras, ellos mantuvieron su grupo de seguidores muy felices con su mezcla de melodías alegres y baladas, y no tengo ninguna duda de que muchas niñas se fueron a la cama esta noche con un montón de sueños muy dulces [...] De hecho, cuando le pregunté a mi hija si ella disfrutó del espectáculo, suspiró, con ojos soñadores [y dijo]: "Esas fueron las dos horas más perfectas que he tenido en mi vida"».

Kitty Empire de The Guardian dijo que su experiencia en el concierto fue «divertida» y que One Direction trata de «innovar» un poco con respecto a su gira anterior y el resto de las boy bands. Por su parte, Becca Longmire de Entertainment Wise afirmó que su equipo y ella fueron «muy afortunados» al poder estar en el concierto. La reportera habló positivamente de casi todo el espectáculo y añadió que será muy difícil que superen los gritos de sus admiradores. El periodista Paul Ogden de Manchester Evening News detalló que: «One Direction es una boy band que no lo hacen sentados en taburetes o elaborando duras rutinas de baile, se concretan en ser payasos lindos que realmente puede cantar y trabajar en el escenario como cachorros emocionados».

### Recibimiento comercial

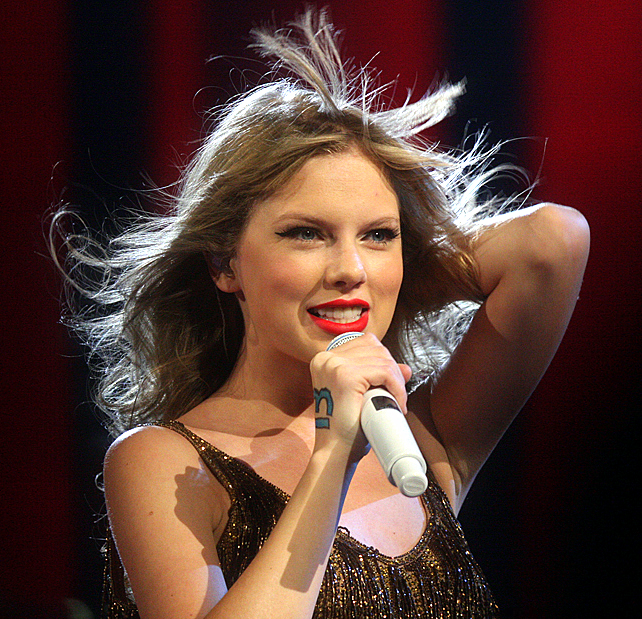
La relación amorosa entre Harry Styles y Taylor Swift influyó mucho en la venta de las entradas.

La gira contó con un éxito comercial instantáneo. A las pocas horas de haber estado disponible las entradas, las seis fechas para The O2 Arena de Londres se agotaron en tan solo una hora junto con las cuatro para Dublín, lo que, en suma, hizo un total de 300 mil boletos vendidos en el primer día. Debido a esto, se agregaron dos fechas más para Londres. Los dos conciertos programados para México también se agotaron rápidamente.
El éxito de la gira fue igual de grande en Oceanía, ya que en un solo día se vendieron aproximadamente 190 mil boletos para las distintas fechas del continente, lo que provocó ingresos superiores a $15 millones. Por esto, se agregaron más espectáculos para Sídney y Melbourne, puesto que los ya vigentes se habían agotado en la oleada de ventas. El periódico The West Australian informó que las entradas para los dos conciertos de Perth se agotaron en tan solo seis minutos.

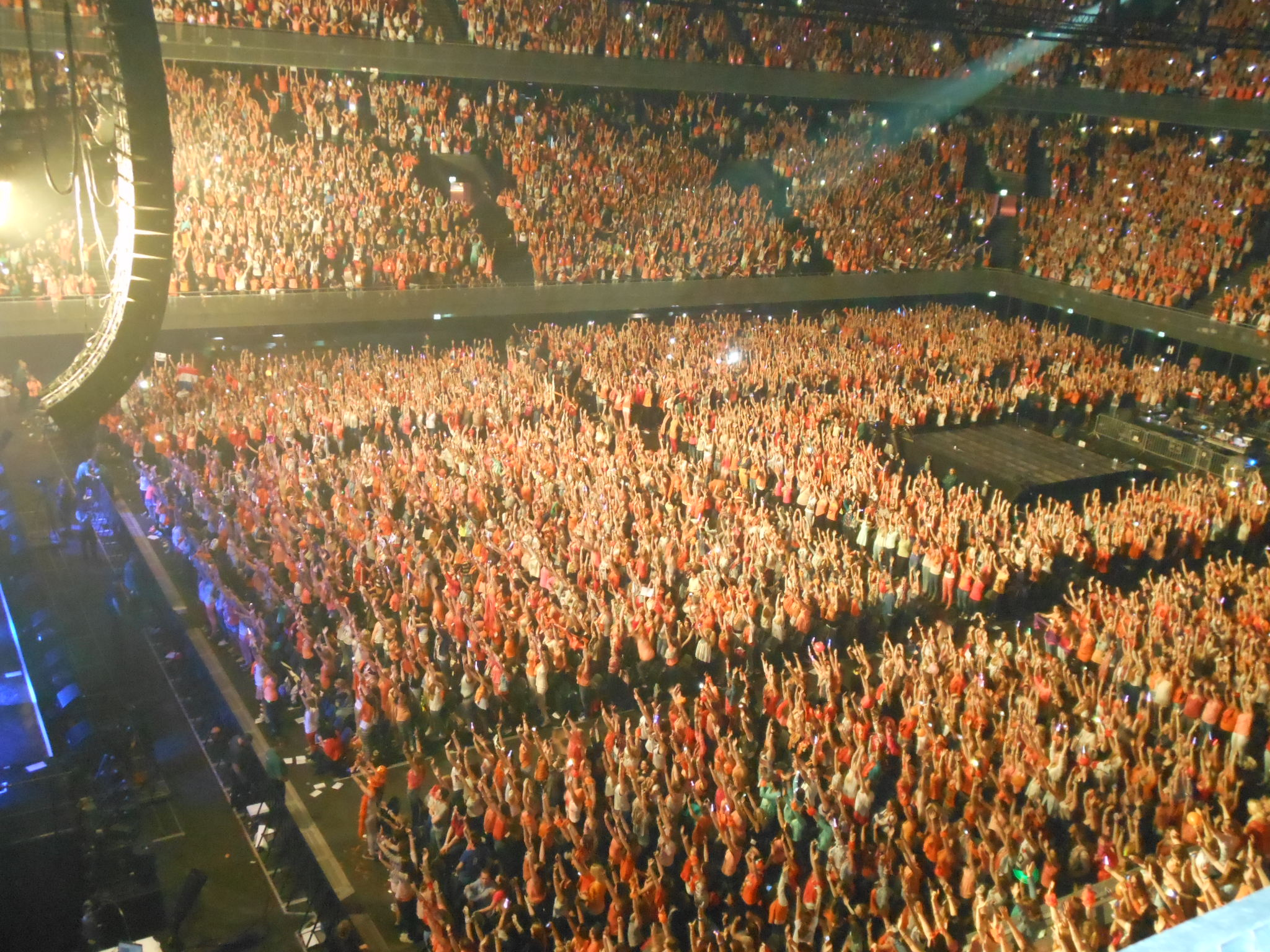
Lleno total de la Ziggo Dome de Ámsterdam, Países Bajos, el 3 de mayo de 2013. Las entradas para este concierto se agotaron en quince minutos.

A principios de enero de 2013, Harry Styles, miembro del quinteto, terminó su relación con la artista estadounidense Taylor Swift, con quien tenía alrededor de dos meses saliendo. Tras esto, el periódico británico Metro informó que las ventas para los boletos de la gira se incrementaron hasta un 50%, mientras que las de Swift decayeron. Al respecto, Louise Mullock, la portavoz del sitio de venta de entradas Seatwave, explicó que:

«1D y Taylor Swift son dos de los actos más populares en el mundo y están constantemente entre nuestros mejores vendedores [...] Sin embargo, la adulación que recibe 1D es única en su clase, y los admiradores de los chicos son famosos por su protección. Dado que muchos de los seguidores de Taylor son también de 1D, ella pudo haber mordido más de lo que puede masticar dividiendo sus lealtades».

Sin embargo, a finales de enero de 2013, empezaron a circular rumores de que Styles y Swift se habían reconciliado. Por esto, las seguidoras del quinteto comenzaron a revender sus entradas a modo de protesta para que no regresasen. Fue tanto el impacto, que Ed Parkinson, portavoz del sitio Viagogo, informó que hubo un aumento de actividad en el sitio de hasta un 32% con respecto a la reventa de los boletos ya vendidos para la gira del grupo.

## Actos de apertura
- Camryn (Europa).[49]
- 5 Seconds of Summer (Europa, América y Oceanía).[50]
- Olly Murs (Asia).[51]

## Lista de canciones

### Habitual
Inicio
1. «Best Song Ever» (añadida el 30 de julio)[52]
2. «Up All Night»
3. «I Would»
4. «Heart Attack»
5. «More than This»
6. «Loved You First»
7. «One Thing»

Cambio de ropa
1. «C'mon C'mon»
2. «Change My Mind»
3. «One Way or Another (Teenage Kicks)»

Ronda de preguntas en Twitter
1. «Last First Kiss»
2. «Moments»
3. «Back For You»

«Na Na Na» (interludio)
1. «Summer Love»
2. «Over Again»
3. «Little Things»
4. «Teenage Dirtbag» (versión de Wheatus)
5. «Rock Me»
6. «She's Not Afraid»
7. «Kiss You»

Segundo cambio de ropa y encore
1. «Live While We're Young»
2. «What Makes You Beautiful»

Fuentes: Setlist.fm,  UnrealityTV, The Sun y The Telegraph.

### Versiones adicionales
1. «It Wasn't Me» del jamaiquino Shaggy, interpretada el 20 de marzo en Nottingham.[55]
2. «I Want It That Way» de los Backstreet Boys, interpretada el 8 de mayo en Estocolmo.[56]
3. «My Heart Will Go On» de la canadiense Céline Dion, interpretada el 11 de mayo en Berlín.[57]

## Fechas de la gira
| Europa                   |                  |                |                                           |
| 23 de febrero de 2013    | Londres          | Reino Unido    | The O2 Arena                              |
| 24 de febrero de 2013    | Londres          | Reino Unido    | The O2 Arena                              |
| 26 de febrero de 2013    | Glasgow          | Reino Unido    | Scottish Exhibition and Conference Centre |
| 27 de febrero de 2013    | Glasgow          | Reino Unido    | Scottish Exhibition and Conference Centre |
| 1 de marzo de 2013       | Cardiff          | Reino Unido    | Motorpoint Arena Cardiff                  |
| 2 de marzo de 2013       | Cardiff          | Reino Unido    | Motorpoint Arena Cardiff                  |
| 5 de marzo de 2013       | Dublín           | Irlanda        | The O2                                    |
| 6 de marzo de 2013       | Dublín           | Irlanda        | The O2                                    |
| 7 de marzo de 2013       | Belfast          | Reino Unido    | Odyssey Arena                             |
| 8 de marzo de 2013       | Belfast          | Reino Unido    | Odyssey Arena                             |
| 10 de marzo de 2013      | Belfast          | Reino Unido    | Odyssey Arena                             |
| 11 de marzo de 2013      | Belfast          | Reino Unido    | Odyssey Arena                             |
| 12 de marzo de 2013      | Dublín           | Irlanda        | The O2                                    |
| 13 de marzo de 2013      | Dublín           | Irlanda        | The O2                                    |
| 16 de marzo de 2013      | Mánchester       | Reino Unido    | Manchester Arena                          |
| 17 de marzo de 2013      | Liverpool        | Reino Unido    | Echo Arena Liverpool                      |
| 19 de marzo de 2013      | Sheffield        | Reino Unido    | Motorpoint Arena Sheffield                |
| 20 de marzo de 2013      | Nottingham       | Reino Unido    | Capital FM Arena Nottingham               |
| 22 de marzo de 2013      | Birmingham       | Reino Unido    | LG Arena                                  |
| 23 de marzo de 2013      | Birmingham       | Reino Unido    | LG Arena                                  |
| 31 de marzo de 2013      | Liverpool        | Reino Unido    | Echo Arena Liverpool                      |
| 1 de abril de 2013       | Londres          | Reino Unido    | The O2 Arena                              |
| 2 de abril de 2013       | Londres          | Reino Unido    | The O2 Arena                              |
| 4 de abril de 2013       | Londres          | Reino Unido    | The O2 Arena                              |
| 5 de abril de 2013       | Londres          | Reino Unido    | The O2 Arena                              |
| 6 de abril de 2013       | Londres          | Reino Unido    | The O2 Arena                              |
| 8 de abril de 2013       | Newcastle        | Reino Unido    | Metro Radio Arena                         |
| 9 de abril de 2013       | Newcastle        | Reino Unido    | Metro Radio Arena                         |
| 10 de abril de 2013      | Newcastle        | Reino Unido    | Metro Radio Arena                         |
| 12 de abril de 2013      | Glasgow          | Reino Unido    | Scottish Exhibition and Conference Centre |
| 13 de abril de 2013      | Sheffield        | Reino Unido    | Motorpoint Arena Sheffield                |
| 14 de abril de 2013      | Sheffield        | Reino Unido    | Motorpoint Arena Sheffield                |
| 16 de abril de 2013      | Nottingham       | Reino Unido    | Capital FM Arena Nottingham               |
| 17 de abril de 2013      | Birmingham       | Reino Unido    | LG Arena                                  |
| 19 de abril de 2013      | Manchester       | Reino Unido    | Manchester Arena                          |
| 29 de abril de 2013      | París            | Francia        | Palais Omnisports de Paris-Bercy          |
| 30 de abril de 2013      | Amnéville        | Francia        | The Galaxie                               |
| 1 de mayo de 2013        | Amberes          | Bélgica        | Sportpaleis                               |
| 3 de mayo de 2013        | Ámsterdam        | Países Bajos   | Ziggo Dome                                |
| 4 de mayo de 2013        | Oberhausen       | Alemania       | König Pilsener Arena                      |
| 5 de mayo de 2013        | Herning          | Dinamarca      | Jyske Bank Boxen                          |
| 7 de mayo de 2013        | Bærum            | Noruega        | Telenor Arena                             |
| 8 de mayo de 2013        | Estocolmo        | Suecia         | Friends Arena                             |
| 10 de mayo de 2013       | Copenhague       | Dinamarca      | Forum Copenhagen                          |
| 11 de mayo de 2013       | Berlín           | Alemania       | O2 World                                  |
| 12 de mayo de 2013       | Hamburgo         | Alemania       | O2 World Hamburg                          |
| 16 de mayo de 2013       | Zúrich           | Suiza          | Hallenstadion                             |
| 17 de mayo de 2013       | Múnich           | Alemania       | Olympiahalle                              |
| 18 de mayo de 2013       | Verona           | Italia         | Verona Arena                              |
| 20 de mayo de 2013       | Milán            | Italia         | Mediolanum Forum                          |
| 22 de mayo de 2013       | Barcelona        | España         | Pabellón Olímpico de Badalona             |
| 24 de mayo de 2013       | Madrid           | España         | Palacio de Vistalegre                     |
| 25 de mayo de 2013       | Madrid           | España         | Palacio de Vistalegre                     |
| 26 de mayo de 2013       | Lisboa           | Portugal       | Pavilhão Atlântico                        |
| Norteamérica             |                  |                |                                           |
| 8 de junio de 2013       | Ciudad de México | México         | Foro Sol                                  |
| 9 de junio de 2013       | Ciudad de México | México         | Foro Sol                                  |
| 13 de junio de 2013      | Sunrise          | Estados Unidos | BB&T Center                               |
| 14 de junio de 2013      | Miami            | Estados Unidos | AmericanAirlines Arena                    |
| 16 de junio de 2013      | Louisville       | Estados Unidos | KFC Yum! Center                           |
| 18 de junio de 2013      | Columbus         | Estados Unidos | Nationwide Arena                          |
| 19 de junio de 2013      | Nashville        | Estados Unidos | Bridgestone Arena                         |
| 21 de junio de 2013      | Atlanta          | Estados Unidos | Philips Arena                             |
| 22 de junio de 2013      | Raleigh          | Estados Unidos | RBC Center                                |
| 23 de junio de 2013      | Washington D. C. | Estados Unidos | Verizon Center                            |
| 25 de junio de 2013      | Filadelfia       | Estados Unidos | Wells Fargo Center                        |
| 26 de junio de 2013      | Mansfield        | Estados Unidos | Comcast Center                            |
| 28 de junio de 2013      | Wantagh          | Estados Unidos | Nikon at Jones Beach Theater              |
| 29 de junio de 2013      | Wantagh          | Estados Unidos | Nikon at Jones Beach Theater              |
| 2 de julio de 2013       | East Rutherford  | Estados Unidos | Izod Center                               |
| 4 de julio de 2013       | Montreal         | Canadá         | Bell Centre                               |
| 5 de julio de 2013       | Hershey          | Estados Unidos | Hersheypark Stadium                       |
| 6 de julio de 2013       | Hershey          | Estados Unidos | Hersheypark Stadium                       |
| 8 de julio de 2013       | Pittsburgh       | Estados Unidos | Consol Energy Center                      |
| 9 de julio de 2013       | Toronto          | Canadá         | Air Canada Centre                         |
| 10 de julio de 2013      | Toronto          | Canadá         | Air Canada Centre                         |
| 12 de julio de 2013      | Auburn Hills     | Estados Unidos | The Palace of Auburn Hills                |
| 13 de julio de 2013      | Tinley Park      | Estados Unidos | First Midwest Bank Amphitheatre           |
| 14 de julio de 2013      | Tinley Park      | Estados Unidos | First Midwest Bank Amphitheatre           |
| 18 de julio de 2013      | Mineápolis       | Estados Unidos | Target Center                             |
| 19 de julio de 2013      | Kansas City      | Estados Unidos | Sprint Center                             |
| 21 de julio de 2013      | Houston          | Estados Unidos | Toyota Center                             |
| 22 de julio de 2013      | Dallas           | Estados Unidos | American Airlines Center                  |
| 24 de julio de 2013      | Denver           | Estados Unidos | Pepsi Center                              |
| 25 de julio de 2013      | West Valley City | Estados Unidos | Maverik Center                            |
| 27 de julio de 2013      | Vancouver        | Canadá         | Rogers Arena                              |
| 28 de julio de 2013      | Seattle          | Estados Unidos | KeyArena                                  |
| 30 de julio de 2013      | San José         | Estados Unidos | HP Pavilion at San Jose                   |
| 31 de julio de 2013      | Oakland          | Estados Unidos | Oracle Arena                              |
| 2 de agosto de 2013      | Las Vegas        | Estados Unidos | Mandalay Bay Events Center                |
| 3 de agosto de 2013      | Las Vegas        | Estados Unidos | Mandalay Bay Events Center                |
| 4 de agosto de 2013      | Chula Vista      | Estados Unidos | Cricket Wireless Amphitheatre             |
| 6 de agosto de 2013      | Chula Vista      | Estados Unidos | Cricket Wireless Amphitheatre             |
| 7 de agosto de 2013      | Los Ángeles      | Estados Unidos | Staples Center                            |
| 8 de agosto de 2013      | Los Ángeles      | Estados Unidos | Staples Center                            |
| 9 de agosto de 2013      | Los Ángeles      | Estados Unidos | Staples Center                            |
| 10 de agosto de 2013     | Los Ángeles      | Estados Unidos | Staples Center                            |
| Oceanía                  |                  |                |                                           |
| 23 de septiembre de 2013 | Adelaida         | Australia      | Adelaide Entertainment Centre             |
| 24 de septiembre de 2013 | Adelaida         | Australia      | Adelaide Entertainment Centre             |
| 25 de septiembre de 2013 | Adelaida         | Australia      | Adelaide Entertainment Centre             |
| 28 de septiembre de 2013 | Perth            | Australia      | Perth Arena                               |
| 29 de septiembre de 2013 | Perth            | Australia      | Perth Arena                               |
| 2 de octubre de 2013     | Melbourne        | Australia      | Rod Laver Arena                           |
| 3 de octubre de 2013     | Melbourne        | Australia      | Rod Laver Arena                           |
| 5 de octubre de 2013     | Sídney           | Australia      | Allphones Arena                           |
| 6 de octubre de 2013     | Sídney           | Australia      | Allphones Arena                           |
| 10 de octubre de 2013    | Christchurch     | Nueva Zelanda  | CBS Canterbury Arena                      |
| 12 de octubre de 2013    | Auckland         | Nueva Zelanda  | Vector Arena                              |
| 13 de octubre de 2013    | Auckland         | Nueva Zelanda  | Vector Arena                              |
| 16 de octubre de 2013    | Melbourne        | Australia      | Rod Laver Arena                           |
| 17 de octubre de 2013    | Melbourne        | Australia      | Rod Laver Arena                           |
| 19 de octubre de 2013    | Brisbane         | Australia      | Brisbane Entertainment Centre             |
| 20 de octubre de 2013    | Brisbane         | Australia      | Brisbane Entertainment Centre             |
| 21 de octubre de 2013    | Brisbane         | Australia      | Brisbane Entertainment Centre             |
| 23 de octubre de 2013    | Sídney           | Australia      | Allphones Arena                           |
| 24 de octubre de 2013    | Sídney           | Australia      | Allphones Arena                           |
| 25 de octubre de 2013    | Sídney           | Australia      | Allphones Arena                           |
| 26 de octubre de 2013    | Sídney           | Australia      | Allphones Arena                           |
| 28 de octubre de 2013    | Melbourne        | Australia      | Rod Laver Arena                           |
| 29 de octubre de 2013    | Melbourne        | Australia      | Rod Laver Arena                           |
| 30 de octubre de 2013    | Melbourne        | Australia      | Rod Laver Arena                           |
| Asia                     |                  | Australia      |                                           |
| 2 de noviembre de 2013   | Tokio            | Japón          | Makuhari Messe                            |
| 3 de noviembre de 2013   | Tokio            | Japón          | Makuhari Messe                            |

## Recaudaciones
La lista mostrada a continuación, presenta todos los datos referentes de algunos conciertos de la gira en ciertas fechas:
| Lugar                         | Ciudad           | Entradas vendidas / disponibles | Recaudación |
| ----------------------------- | ---------------- | ------------------------------- | ----------- |
| The O2 Arena                  | Londres          | 157 145 / 161 487 (97%)         | $7 867 850  |
| Manchester Arena              | Mánchester       | 57 058 / 57 847 (99%)           | $2 732 120  |
| Manchester Arena              | Mánchester       | 14 238 / 14 460 (99%)           | $206 814    |
| Sportpaleis                   | Amberes          | 15 137 / 15 137 (100%)          | $858 609    |
| O2 World                      | Berlín           | 11 861 / 11 861 (100%)          | $572 947    |
| O2 World Hamburg              | Hamburgo         | 10 724 / 13 693 (78%)           | $537 563    |
| Hallenstadion                 | Zúrich           | 13 000 / 13 000 (100%)          | $962 535    |
| Foro Sol                      | Ciudad de México | 107 317 / 108 050 (99%)         | $6 268 801  |
| Philips Arena                 | Atlanta          | 14 264 / 14 264 (100%)          | $917 424    |
| Bridgestone Arena             | Nashville        | 12 422 / 12 422 (100%)          | $1 001 309  |
| Bell Centre                   | Montreal         | 14 573 / 14 573 (100%)          | $1 015 610  |
| Target Center                 | Mineápolis       | 13 665 / 13 665 (100%)          | $1 003 558  |
| Staples Center                | Los Ángeles      | 57 363 / 57 363 (100%)          | $3 998 657  |
| Perth Arena                   | Perth            | 26 986 / 27 186 (99%)           | $2 360 820  |
| Brisbane Entertainment Centre | Brisbane         | 30 405 / 30 831 (99%)           | $2 729 520  |